# Türkische Widerstandsorganisation
Die Türkische Widerstandsorganisation (türkisch Türk Mukavemet Teşkilatı, TMT) war eine türkisch-zyprische paramilitärische Organisation, die sich zwischen 1958 und 1974 vornehmlich für eine Teilung Zyperns einsetzte. Sie wurde gegründet, um der zyperngriechischen EOKA entgegenwirken zu können.

## Gründung
Die zyperngriechische paramilitärische Organisation EOKA startete anti-britische Aktivitäten für eine Enosis, einen Anschluss der Insel an Griechenland. Dies verursachte ein „Kreta-Syndrom“ seitens der Zyperntürken. Diese befürchteten, dass sie in diesem Fall gezwungen würden, die Insel zu verlassen, wie es im Falle der Kreta-Türken war. Sie bevorzugten eine Fortsetzung der britischen Kolonialherrschaft für ein späteres Taksim, eine Teilung der Insel. Wegen der Unterstützung der Briten durch die Zyperntürken erklärte Georgios Grivas diese zum Feind.
Die erste zyperntürkische Untergrundorganisation zum Widerstand gegen Enosis war Volkan. Diese Organisation wurde 1956 oder je nach Quellen bereits im September 1955 mit der angeblichen Unterstützung der britischen Kolonialverwaltung gegründet. Roni Alasor jedoch behauptet, die Organisation und Struktur seien bereits 1950 in Yenişehir, Ankara, gebildet worden. Während dieser Zeit wurden auch andere Widerstandsorganisationen gegründet, wie die türkische KİTEM, die 9. September-Front oder Kara Çete („Schwarze Freischärler“), die eine angebliche Unterstützung von Fazıl Küçük hatten. Diese stellten sich allerdings als erfolglos heraus und schlossen sich der Volkan an.
Das genaue Datum der Gründung der TMT variiert in mehreren Quellen. Die angegebenen Daten sind der 15. oder 23. November 1957. Rauf Denktaş behauptet, dass die Organisation am 27. November gegründet wurde. Die Gründung erfolgte im Haus von Kemal Tanrıverdi in Nikosia, dem türkisch-zyprischen Attaché der türkischen Botschaft. Die Gründungserklärung, die die Mitglieder aller zyperntürkischen Widerstandsorganisationen aufrief, sich unter der TMT neu zu formieren, wurde am 26. November 1957 in der Lefkoşa Türk Lisesi (Türkische Hochschule Nikosia) gedruckt. Zunächst hatte sie nur etwa 100 Mitglieder.
Die TMT wurde zunächst als eine lokale Initiative mit den Zielen der Sensibilisierung der Türkei für die Zypernfrage und die militärische Ausbildung und Versorgung der zyperntürkischen Kämpfer gebildet. Allerdings waren ihre Führer sich bewusst, dass eine solche Organisation nicht ohne türkische Unterstützung erfolgreich sein werde. Am 2. Januar 1958 flogen Denktaş und Küçük nach Ankara, um ein Gespräch mit Fatin Rüştü Zorlu zu führen. In dem Gespräch fragte Zorlu sie, ob sie in der Lage seien, Waffen, die von der Türkei geschickt würden, zu erhalten, und Denktaş antwortete positiv, wonach Zorlu die Frage um die Aufmerksamkeit des Generalstabschefs der Türkischen Streitkräfte einbrachte. Nach mehreren Monaten Überlegungszeit beschloss die Türkei, die Organisation unter der Bedingung zu unterstützen, dass die türkische Unterstützung geheim gehalten würde. Daniş Karabelen wurde beauftragt, die Gründung der TMT zu organisieren.

## Struktur
Mitglieder der TMT wurden als Mudschahedin (türkisch Mücahit) bezeichnet. Mit den Mitgliedern wurde über Funk kommuniziert. Der Ehrenführer der TMT war Fatin Rüştü Zorlu.
General Daniş Karabelen, zuständig für nichtkonventionelle Kriegsführung der Türkei, führte die Angriffe gegen zyperngriechische Einheiten. Die Türkei schickte in den 50er-Jahren türkische Offiziere und Veteranen von Spezialeinheiten nach Zypern, um Zyperntürken in Taktiken der nichtkonventionelle Kriegsführung zu trainieren. Diese gaben sich als Banker, Lehrer und Geschäftsleute aus.

## Ideologie
Die TMT war eine ethnonationalistische Organisation mit einer rechtsgerichteten, revolutionären Haltung. Harry Anastasiou nannte ihre Ideologie einen eindeutigen Ausdruck von türkischem Nationalismus.

## Widerstand gegen Enosis
Als Reaktion auf die wachsenden Forderungen nach der Enosis (Anschluss der Insel an Griechenland) waren manche Zyperntürken der Überzeugung, dass die Bildung einer ethnisch-türkischen Widerstandsbewegung der einzige Weg war, den Schutz der Interessen und der Identität der zyperntürkischen Bevölkerung gegen eine militante zyperngriechische Bedrohung zu vertreten. Die TMT verwendete Symbole der Grauen Wölfe, ein Symbol des türkischen Nationalismus im Mutterland Türkei. Die Organisation trat am 29. November 1957 in die Öffentlichkeit, als sie Flugblätter in größeren Städten auf Zypern verteilten.

## Teilungsabsicht
Die TMT war vor allem zwischen 1958 und 1974 aktiv und forderte die Teilung der Insel. Die TMT behauptete, ihre Bemühungen seien nur Reaktionen auf die Bedrohung ihrer Gemeinschaft seitens der EOKA und nach 1963 auch der zyprischen Regierung. Die Regierung sei unter der exklusiven Kontrolle der Zyperngriechen und repräsentiere nicht die Zyperntürken.
Die Aktivitäten der TMT in den Jahren 1963/64 werden durch griechische Nationalisten als Tourkantarsia (türkische Meuterei) bezeichnet.

## Vorwürfe wegen Verbrechen
Der zyperntürkische Journalist Şener Levent behauptete, aufgrund eines Interviews mit einem ehemaligen TMT Kommandanten, dass es möglich sei, dass das bekannte Badewannenbild von der TMT getötete Zyperngriechen zeige und nicht, wie behauptet, die Familie des Majors Nihat İlhan. Außerdem behauptet er, dass TMT auch die Position der Körper verändert habe, um die Fotografien „wirksam“ zu machen, und dass viele der Fotos nach dem Massaker aufgenommen wurden. Dies ist jedoch eine unbelegte Behauptung.

## Umformierung
Nach dem Einmarsch der türkischen Streitkräfte im Jahre 1974, am 1. August 1976, wurde die Türkische Widerstandsorganisation zu den Streitkräften des Türkischen Föderativstaats von Zypern umformiert und später zu den heutigen Streitkräften der Türkischen Republik Nordzypern.